# Hōdatsushimizu
Hōdatsushimizu (jap. 宝達志水町 Hōdatsushimizu-chō) – miasto w Japonii, na wyspie Honsiu, w prefekturze Ishikawa. Według danych na rok 2020 miejscowość zamieszkiwało 12 121 mieszkańców , a gęstość zaludnienia wyniosła 108,7 os./km².